# Lucia Mascino
Lucia Mascino (née le 27 janvier 1973 à Ancône dans la région des Marches) est une actrice italienne de théâtre, de cinéma et de télévision.

## Filmographie partielle

### Cinéma
- 2001 : Una bellezza che non lascia scampo de Francesca Pirani : la flûtiste
- 2001 : Fare la vita de Tonino De Bernardi
- 2004 : Tartarughe sul dorso de Stefano Pasetto
- 2004 : Can can de Matteo Oleotto (court métrage)
- 2006 : L'estate del mio primo bacio de Carlo Virzì : l'opératrice téléphonique bleue
- 2007 : Gloss - Cambiare si può de Valentina Brandolini : Alex
- 2008 : Chi nasce tondo... d'Alessandro Valori
- 2008 : Un altro pianeta de Stefano Tummolini : Daniela
- 2009 : Diverso da chi? d'Umberto Carteni (it)
- 2009 : La prima linea de Renato De Maria : Loredana Biancamano
- 2009 : Alma de Volponi Massimo
- 2010 : Al servizio del cliente de Beppe Tufarulo (court métrage) : la cliente
- 2010 : L'estate che non viene de Pasquale Marino (court métrage) : la professeure
- 2011 : Sulla strada di casa d'Emiliano Corapi : l'inspectrice de police
- 2011 : Habemus papam de Nanni Moretti : la vendeuse
- 2011 : Quando la notte de Cristina Comencini : la mère Manfred
- 2012 : Good as You de Mariano Lamberti : Francesca
- 2012 : Il rosso e il blu de Giuseppe Piccioni : Elena Togani
- 2012 : La scoperta dell'alba de Susanna Nicchiarelli : la mamma
- 2012 : Giulia ha picchiato Filippo de Francesca Archibugi (court métrage documentaire)
- 2012 : Addetti ai lavori d'Alessandro Lentati (court métrage)
- 2013 : Viva la libertà de Roberto Andò : une contestatrice
- 2013 : L'estate sta finendo de Stefano Tummolini : Alessandra
- 2013 : Piccola patria d'Alessandro Rossetto : Anna Carnielo
- 2013 : Anna de Diego Scano et Luca Zambolin (court métrage)
- 2014 : La sedia della felicità de Carlo Mazzacurati : la femme de Dino Morosi
- 2014 : What Is Left? de Gustav Hofer et Luca Ragazzi
- 2014 : La trattativa de Sabina Guzzanti :
- 2016 : Fräulein: una fiaba d'inverno de Caterina Carone : Regina
- 2016 : La pelle dell'orso de Marco Segato : Sara
- 2016 : L'Affranchie (La ragazza del mondo) de Marco Danieli : professeure Donati
- 2017 : Babylon Sisters de Gigi Roccati
- 2017 : Amori che non sanno stare al mondo de Francesca Comencini : Claudia
- 2017 : Favola de Sebastiano Mauri : Mme Emerald
- 2018 : La prima pietra de Rolando Ravello (it)
- 2019 : Io sono Mia de Riccardo Donna : Sandra Neri
- 2019 : Ma cosa ci dice il cervello de Riccardo Milani : Francesca
- 2019 : Genitori quasi perfetti de Laura Chiossone (it) :
- 2019 : Effetto domino d'Alessandro Rossetto (it) :
- 2020 : Odio l'estate de Massimo Venier :
- 2022 : Il grande giorno de Massimo Venier :
- 2023 : Cipria de Giovanni Piperno (it)

### Télévision
- 2001 : Soldati di pace (téléfilm) : Aira
- 2011 : Il commissario Manara (série télévisée) : Carolina Martini
- 2012 : Kubrick - Una Storia Porno (série télévisée) : Anja (2 épisodes)
- 2012 : Amleto² (téléfilm)
- 2013 : I delitti del BarLume - Il re dei giochi (téléfilm) : commissaire Vittoria Fusco
- 2013 : I delitti del BarLume - La carta più alta (téléfilm) : commissaire Vittoria Fusco
- 2013 : Il natale della mamma imperfetta (téléfilm) : Chiara
- 2013 : Una mamma imperfetta (série télévisée) : Chiara
- 2014 : Non è mai troppo tardi (téléfilm) : Maria Grazia Puglisi
- 2014 : Il candidato (série télévisée) : Cecilia (2 épisodes)
- 2015 : I delitti del BarLume - La tombola dei Troiai (téléfilm) : commissaire Vittoria Fusco
- 2015 : I delitti del BarLume - La briscola in cinque (téléfilm) : commissaire Vittoria Fusco
- 2015 : Vecchi Pazzi (téléfilm) : Alexa
- 2016 : I delitti del Barlume - Il telefono senza fili (téléfilm) : commissaire Vittoria Fusco
- 2016 : I delitti del Barlume: Azione e Reazione (téléfilm)
- 2017 : I delitti del barlume: aria di mare (téléfilm) : Vittoria Fusco
- 2017 : I delitti del barlume: La loggia del cinghiale (téléfilm) : Vittoria Fusco
- 2017 : Suburra (série télévisée) : Gabriella (7 épisodes)
- 2018 : I delitti del Barlume: Un due tre stella! (téléfilm) : Vittoria Fusco
- 2018 : I delitti del BarLume: Battaglia Navale (téléfilm) : commissaire Vittoria Fusco

## Récompenses et distinctions
- Ruban d'argent de la meilleure actrice

## Crédit d'auteurs
- (en) Cet article est partiellement ou en totalité issu de l’article de Wikipédia en anglais intitulé « Lucia Mascino » (voir la liste des auteurs).